# Ocularia abyssinica
Ocularia abyssinica là một loài bọ cánh cứng trong họ Cerambycidae.